# Jordi Samper
Jordi Samper Montaña  nacido el 5 de abril de 1990 es un tenista profesional español.

## Carrera
Su ranking más alto a nivel individual fue el puesto n.º 181, alcanzado el 12 de octubre de 2015. A nivel de dobles alcanzó el puesto n.º 227 el 23 de septiembre de 2013.

## Títulos; 2 (0 + 2)
| Leyenda                     | Individuales | Dobles |
| --------------------------- | ------------ | ------ |
| Grand Slam                  | 0            | 0      |
| ATP World Tour Finals       | 0            | 0      |
| ATP World Tour Másters 1000 | 0            | 0      |
| ATP World Tour 500 Series   | 0            | 0      |
| ATP World Tour 250 Series   | 0            | 0      |
| ATP Challenger Series       | 0            | 2      |

### Dobles
| N.º | Fecha      | Torneo                | Superficie    | Pareja            | Rival en la final                | Resultado |
| --- | ---------- | --------------------- | ------------- | ----------------- | -------------------------------- | --------- |
| 1.  | 22.09.2013 | Challenger de Kenitra | Tierra        | Gerard Granollers | Taro Daniel Aleksandr Rumiantsev | 6-4, 6-4  |
| 2.  | 07.06.2014 | Challenger de Fürth   | Tierra batida | Gerard Granollers | Adrián Menéndez Rubén Ramírez    | 7-61, 6-2 |